# Péter Katalin
Ausch Sándorné Péter Katalin (Budapest, 1937. január 9. – Budapest, 2020. február 2.) magyar történész.

## Kutatási területe
Egyháztörténettel, ezen belül főleg a reformációval, továbbá a rendiséggel foglalkozott.

## Életpályája
A debreceni Kossuth Lajos Tudományegyetem Bölcsészettudományi Karának történelem szakán végzett 1959-ben.
1959-től 2011-ig az MTA Történettudományi Intézete munkatársa volt. 2012-től az MTA Bölcsészettudományi Kutatóközpont Történettudományi Intézetnél dolgozott.

## Egyéb tudományos közéleti tevékenysége
- Alapító tagja, majd 1981 és 1990 között elnöke volt a Magyar Protestáns Egyháztörténeti Munkaközösségnek
- 1994 és 2003 között tagja volt a Magyar Soros Kuratóriumnak
- 1994 és 1998 között tagja volt az ELTE BTK Habilitációs Bizottságának
- 1990 és 2000 között tagja volt az OTKA Társadalomtudományi Bizottságának
- 1996 és 2002 között tagja volt az OTKA Posztdoktori Ösztöndíj Bizottságának
- 1990 és 2011 között tagja volt az MTA Történettudományi Bizottságának
- 1995 és 2000 között tagja volt az MTA Művelődéstörténeti Bizottságának
- 1995 és 2000 között elnöke volt az MTA Rendi Képviseletek Bizottságának
- 1998 és 2009 között tagja volt a Bolyai János Kutatási Ösztöndíj II. Szakkollégiumnak

## Tudományos fokozatai
- CSc (1973). Téma: A magyar főúri politika fordulata 17. század közepén
- DSc (1989). Téma: A reformáció és a műveltség a 19. században.

## Főbb művei
- A magyar nyelvű politikai publicisztika kezdetei. A Siralmas panasz keletkezéstörténete; Akadémiai, Bp., 1973 (Irodalomtörténeti füzetek)
- A magyar romlásnak századában; Gondolat, Bp., 1975 (Magyar história)
- 400 éve született Bethlen Gábor; TIT, Bp., 1980 (Történelmi füzetek)
- A csejtei várúrnő: Báthory Erzsébet; Helikon, Bp., 1985 (Labirintus)
- Esterházy Miklós; Gondolat, Bp., 1985 (Magyar história Életrajzok)
- Erdély története; a három kötetes mű második kötetének A fejedelemség virágkora (1606–1660) című fejezete (617–784. oldalak)
- Buda ostroma, 1686; vál., a szöveggond., tan., jegyz. Péter Katalin, ford. Péter Katalin, Teke Zsuzsa; Szépirodalmi, Bp., 1986 (Magyar levelestár)
- Benda Kálmán–Péter Katalin: Az országgyűlések a kora újkori magyar történelemben; MTA Történettudományi Int–OPI, Bp., 1987 (Előadások a Történettudományi Intézetben)
- A szigetország uralkodói; Kossuth, Bp., 1993 (A világtörténelem nagy alakjai)
- Hitújítók és hitvédők; Kossuth, Bp., 1993 (A világtörténelem nagy alakjai)
- Papok és nemesek. Magyar művelődéstörténeti tanulmányok a reformációval kezdődő másfél évszázadból; Ráday Gyűjtemény, Bp., 1995 (A Ráday Gyűjtemény tanulmányai)
- Gyermek a kora újkori Magyarországon. "Adott Isten hozzánk való szeretetéből... egy kis fraucimmerecskét nekünk"; szerk. Péter Katalin; MTA Történettudományi Intézet, Bp., 1996 (Társadalom- és művelődéstörténeti tanulmányok)
- A reformáció: kényszer vagy választás?; Nemzeti Tankönyvkiadó, Bp., 2004 (Európai iskola)
- Házasság a régi Magyarországon. 16-17. század; L'Harmattan, Bp., 2008 (Múltidéző-zsebkönyvtár)
- Magánélet a régi Magyarországon; MTA BTK Történettudományi Intézet, Bp., 2012 (Magyar történelmi emlékek. Értekezések)
- Lorántffy Zsuzsanna; fotó Váradi László fényképek / Péter Katalin: Lorántffy Zsuzsanna / Tamás Edit: Lorántffy Zsuzsanna fennmaradt tárgyi emlékei; MNM Rákóczi Múzeum, Sárospatak, 2015 (A sárospataki Rákóczi Múzeum füzetei)

## Díjai, elismerései
- Akadémiai Díj (1987)
- Szűcs Jenő Díj (1992)
- Comenius Díj (1992)
- Díszdoktori cím (Miskolci Egyetem, 2002)